# There's a Riot Goin' On
| 전문가 평가                   | 전문가 평가 |
| 평가 점수                     | 평가 점수   |
| 출처                          | 점수        |
| ----------------------------- | ----------- |
| AllMusic                      | [ 5 ]       |
| Christgau's Record Guide      | A+          |
| Encyclopedia of Popular Music | [ 7 ]       |
| The Guardian                  | [ 8 ]       |
| PopMatters                    | 8/10        |
| Q                             | [ 9 ]       |
| Rolling Stone                 | [ 10 ]      |
| The Rolling Stone Album Guide | [ 11 ]      |
| Stylus Magazine               | A           |
| Uncut                         | [ 13 ]      |

《There's a Riot Goin' On》은 미국의 펑크와 솔 밴드 슬라이 앤 더 패밀리 스톤의 다섯 번째 스튜디오 음반이다. 1970년부터 1971년까지 캘리포니아주 소살리토의 레코드 플랜트 스튜디오에서 녹음되었으며 그해 11월 1일 에픽 레코드에 의해 발매되었다. 이 녹음은 마약 사용이 증가하고 그룹 내 긴장이 고조된 기간 동안 밴드의 리더인 슬라이 스톤에 의해 지배되었다.
이 음반을 위해 슬라이 앤 더 패밀리 스톤은 이전 음악의 낙관적인 사이키델릭 솔에서 벗어나 엣지있는 펑크 리듬, 원시적인 드럼 머신, 광범위한 오버더빙, 밀도 있는 믹스를 사용하여 더 어둡고 도전적인 사운드를 탐구했다. 개념적으로 그리고 가사적으로, 《There's a Riot Goin' On》은 1970년대 전환기에 미국에서 시민권 운동의 쇠퇴와 흑인권력운동의 상승에 영향을 받은 격동적인 정치 풍토 속에서 스톤의 명성과 1960년대 반문화에 대한 무관심, 비관, 환멸을 포용했다. 이 음반의 제목은 원래 《Africa Talks to You》로 계획되었지만, 《There's a Riot Goin' On》보다 6개월 먼저 발매된 마빈 게이의 음반 《What's Going On》 (1971년)에 따라 바뀌었다.
상업적인 성공을 거둔 《There's a Riot Goin' On》은 빌보드 200과 솔 음반 차트에서 1위를 차지했고 리드 싱글 〈Family Affair〉는 빌보드 핫 100 차트에서 1위에 올랐다. 이 음반은 결국 미국 음반 산업 협회에 의해 미국에서 최소 100만 장의 판매량으로 플래티넘 인증을 받았다. 원래 엇갈린 리뷰로 발매된 이 음반은 그 후 펑크, 재즈 펑크, 힙합 장르에 특히 영향을 미치면서 역대 가장 위대하고 영향력 있는 음반 중 하나로 찬사를 받았다. 2003년에는 99위, 2020년에는 82위를 차지했던 《롤링 스톤》의 "역사상 가장 위대한 음반 500장"을 포함하여 and 82nd in 2020. 많은 간행물의 베스트 음반 목록에서 자주 그리고 높은 순위를 차지하고 있다.

## 녹음 및 제작
슬라이 스톤은 캘리포니아주 소살리토에 있는 레코드 플랜트 스튜디오나 벨에어 저택의 다락방에 있는 자신의 스튜디오에 자신을 위해 만든 스튜디오에서 《There's a Riot Goin' On》을 주로 혼자 작업했다. 그는 종종 침대에 누워 무선 마이크 시스템으로 그의 보컬을 녹음하곤 했다. 다른 패밀리 스톤 멤버들에 따르면, 이 음반의 대부분은 그가 혼자 오버더빙을 하고 때로는 드럼 머신을 사용하여 비트, 즉 사전 설정된 리듬이 특징인 마에스트로 리듬 킹 MRK-2를 깔았다고 한다. 스톤은 리듬 박스가 디자인대로 사용되면 비현실적인 소리가 난다고 느껴 드럼 사운드를 수동으로 오버더빙해 밀도 높은 믹스에 기여했다.
다른 밴드 멤버들은 예전처럼 함께 연주하지 않고 슬라이와 단둘이 오버더빙을 하며 기여했다. 스톤은 〈Family Affair〉와 다른 선곡에 빌리 프레스턴, 아이크 터너, 바비 워맥을 포함한 다른 음악가들을 그의 밴드 동료들 대신 영입했고, 몇몇 여성 보컬리스트들은 대부분 마지막 믹스에서 제외되었다. 이 음반의 질퍽하고 거친 사운드는 부분적으로 이 오버더빙과 지우기와 믹싱 기술 때문에 중복되지 않은 사운드가 거의 익사할 뻔했다. 마일스 마샬 루이스는 "슬라이 앤 더 패밀리 스톤 음반에서 이렇게 많은 해석이 가능한 곡은 없었고, 심지어 냉소주의로 가득 차 있었습니다. 반면에 대부분의 음반에서는 그가 무슨 말을 하는지 거의 들을 수 없습니다. 라디오헤드의 《Kid A》나 롤링 스톤스의 《Exile on Main St.》처럼 음반의 혼합은 단어의 완전한 이해를 방해합니다."
1971년 가을 스톤은 CBS 레코드 사무실에 마지막 혼합물을 배달하여 걱정스러운 클라이브 데이비스를 안심시켰다. CBS는 이 밴드의 첫 번째 싱글인 〈Family Affair〉를 발표했다. 슬라이(낮고 편안한 음색으로)와 로즈 스톤 자매가 부른 침울한 일렉트릭 피아노 기반 음반으로, 그들의 네 번째이자 마지막 1위 팝 히트곡이 되었다. 드럼 머신을 사용한 최초의 히트 음반 중 하나이며, 슬라이 스톤의 약간 이전 작품인 리틀 시스터의 〈Somebody's Watching You〉도 첫 번째 작품 중 하나였다.

## 커버 아트
《There's a Riot Goin' On》의 오리지널 커버 아트는 별 대신 태양이 있는 빨간색, 흰색, 그리고 검은색 성조기를 특징으로 했다. 비록 에픽 임원들이 상업성과 식별을 위해 LP에 "Featuring the Hit Single 'Family Affair" 스티커를 붙였지만, 커버에 다른 텍스트나 제목은 나타나지 않았다. 패밀리 스톤 A&R 감독 스티브 페일리가 사진을 찍었다. 슬라이, 에픽 레코드, 페일리 등 세 개의 깃발이 제작됐다.
조나단 닥스와의 인터뷰에서 스톤은 음반 커버의 컨셉을 설명하면서 "저는 국기가 모든 색깔의 사람들을 진정으로 나타내기를 원했습니다. 색상이 없어서 검은색으로 하고 싶었어요. 저는 흰색이 모든 색이 조합된 색상이기 때문에 흰색을 원했습니다. 그리고 저는 빨간색을 원했습니다. 왜냐하면 빨간색은 모든 사람들의 공통점을 나타내기 때문입니다. 바로 피입니다. 나는 별 대신 태양을 원했어요, 왜냐하면 별은 찾는 것을 의미하기 때문이죠, 당신이 당신의 별을 찾는 것처럼요. 그리고 이 세상에는 이미 너무 많은 별들이 있습니다. 하지만 태양은, 당신을 똑바로 바라보며 항상 그곳에 있는 것입니다. 베시 로스는 최선을 다했어요 더 잘할 수 있을 것 같았어요."라고 말했다.

## 곡 목록
모든 곡들은 슬라이 스톤에 의해 작사/작곡하였다.
| #  | 제목                                                           | 재생 시간 |
| -- | -------------------------------------------------------------- | --------- |
| 1. | 〈Luv N' Haight〉                                              | 4:01      |
| 2. | 〈Just Like a Baby〉                                           | 5:12      |
| 3. | 〈Poet〉                                                       | 3:01      |
| 4. | 〈Family Affair〉                                              | 3:06      |
| 5. | 〈Africa Talks to You 'The Asphalt Jungle'〉                   | 8:45      |
| 6. | 〈There's a Riot Goin' On (콤팩트 디스크의 경우 0:04에 시작)〉 | 0:00      |

| #  | 제목                                   | 재생 시간 |
| -- | -------------------------------------- | --------- |
| 1. | 〈Brave & Strong〉                     | 3:28      |
| 2. | 〈(You Caught Me) Smilin'〉            | 2:53      |
| 3. | 〈Time〉                               | 3:03      |
| 4. | 〈Spaced Cowboy〉                      | 3:57      |
| 5. | 〈Runnin' Away〉                       | 2:51      |
| 6. | 〈Thank You for Talkin' to Me Africa〉 | 7:14      |